# Zirkoniové slitiny
Zirkoniová slitina je směsí zirkonia a dalších prvků či sloučenin ve formě pevného roztoku. Pro své vlastnosti jsou zirkoniové slitiny využívány především v jaderných reaktorech, jako pokrytí palivových článků, materiál horizontálních tlakových kanálů v CANDU a RBMK reaktorech a dalších konstrukčních komponent. Jejich výhodou je především nízký účinný průřez pro absorpci neutronů, vysoká mechanická odolnost, resistence vůči oxidaci ve vodě a vysoká teplota tání. Zirkonium je navíc hojně se vyskytující prvek, 12. nejzastoupenější na Zemi.

## Používané slitiny zirkonia
Typickými legurami zirkoniových slitin jsou Nb, Sn, Fe, Cr, Si a C. Vyráběné slitiny pro potřeby různých energetických jaderných reaktorů mají obvykle své obchodní označení, např. Zircaloy, M5, ZIRLO atd.
V tlakovodních reaktorech typu PWR byla dříve používána slitina Zircaloy-4. Postupem času se přešlo na slitiny, které obsahují niob – M5 a ZIRLO.
V reaktorech typu VVER je běžně používána ruská slitina E110, která se používá již 40 let. E110 byla donedávna produkována elektrolýzou roztavených solí K2ZrF6. S cílem zlepšit její vlastnosti byl modifikován způsob její výroby. V Krollově procesu je produkováno zirkonium z houby.
Ve varných reaktorech se používá téměř výhradně Zircaloy-2, na některých blocích Zircaloy-4.

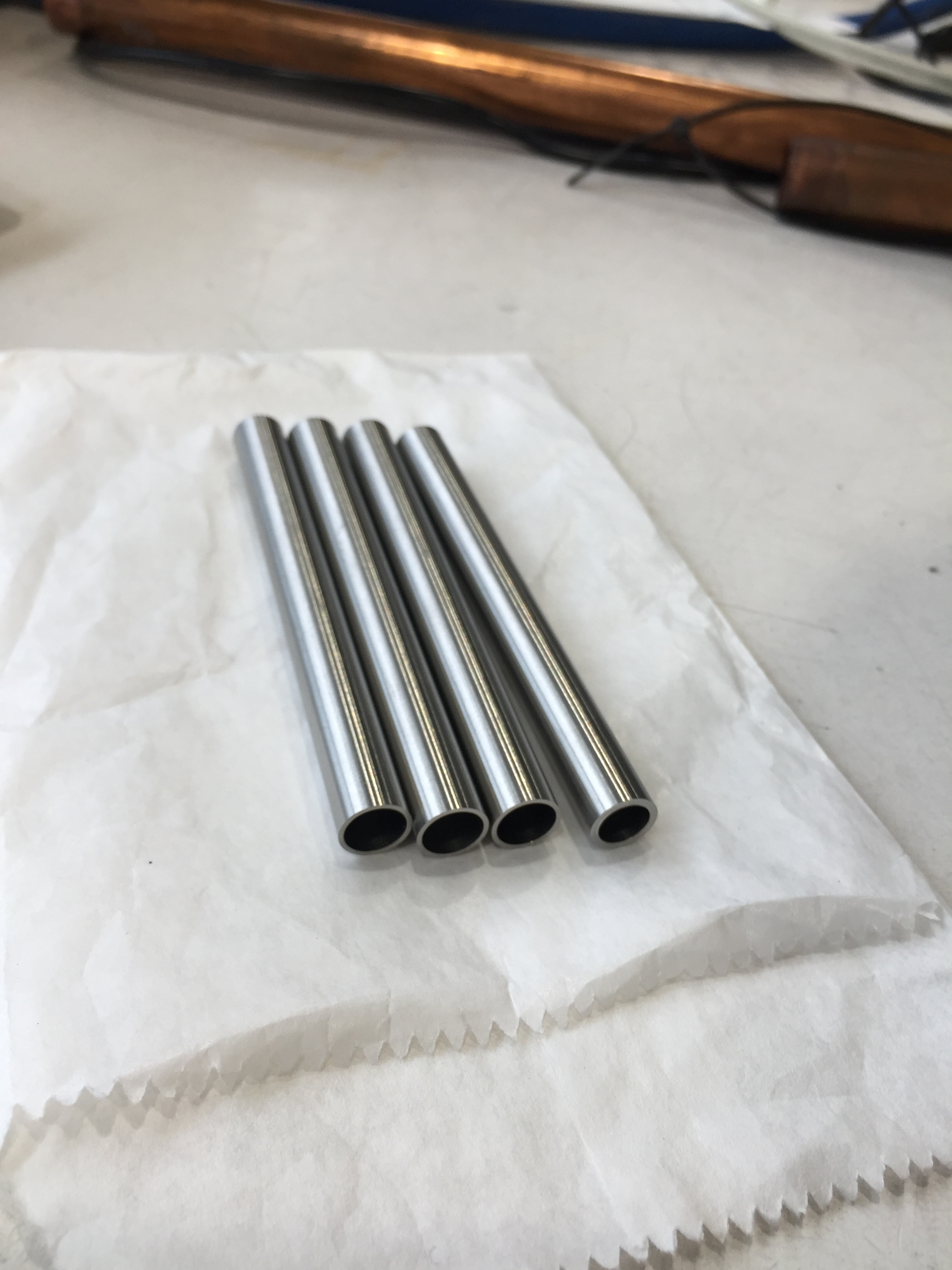
Segmenty pokrytí palivových článků tlakovodních reaktorů

| Slitina    | Sn [%]    | Nb [%]    | Dodavatel                                         | Komponenty                                        | Typ reaktoru   |
| Zircaloy-2 | 1,2 – 1,7 | -         | Většina dodavatelů                                | Pokrytí palivových článků, konstrukční komponenty | BWR, CANDU     |
| Zircaloy-4 | 1,2 – 1,7 | -         | Většina dodavatelů                                | Pokrytí palivových článků, konstrukční komponenty | BWR, PWR,CANDU |
| ZIRLO      | 0,9 – 1,3 | 0,8-1,4   | Westinghouse                                      | Pokrytí palivových článků                         | BWR, PWR       |
| Zr z houby | -         | -         | Japonsko a Rusko                                  | Pokrytí palivových článků                         | BWR            |
| ZrSn       | 0,25      | -         | Westinghouse                                      | Pokrytí palivových článků                         | BWR            |
| Zr2,5Nb    | -         | 2,4 – 2,8 | Fabrica de Aleaciones Especiales (FAE), Argentina | Tlakové kanály                                    | CANDU          |
| E110       | -         | 0,9 – 1,1 | Rusko                                             | Pokrytí palivových článků                         | VVER           |
| E125       | -         | 2,5       | Rusko                                             | Tlakové kanály                                    | RBMK           |
| E635       | 0,8 – 1,3 | 0,8 - 1   | Rusko                                             | Konstrukční komponenty                            | VVER           |
| M5         | -         | 0,8 – 1,2 | Areva                                             | Pokrytí palivových článků, konstrukční kompenenty | PWR            |

## Historie
Slitiny zirkonia se v jaderném průmyslu používají již od samého počátku. Zirkonium bylo nejprve využito jako materiál na palivová pokrytí v tlakovodních reaktorech amerických ponorek. První jaderná ponorka Nautilus měla pokrytí paliva ze slitiny Zircaloy-2. V energetických reaktorech bylo palivo zpočátku pokrýváno austenitickými nerezovými ocelemi. Kvůli špatné odolnosti vůči korozi však byly oceli postupně nahrazeny slitinami zirkonia.
V Sovětském svazu byla zirkoniová slitina s jedním váhovým procentem niobu (Zr-1%Nb), dnes označovaná jako E110, využívána od samého počátku v jaderných ponorkách i energetických reaktorech. Tato slitina je standardním materiálem pokrytí všech ruských vodou chlazených reaktorů.

## Mikrostruktura
Za běžných provozních podmínek se Zirkonium nachází ve fázi a-Zr s hexagonální krystalickou mřížkou. Její mikrostruktura má dlouhá zrna a vykazuje Widmanstättenovy obrazce. Fáze b-Zr s kubickou krystalickou mřížkou vzniká fázovou přeměnou při vyšších teplotách (pro Zircaloy-4 je to 815 °C). Fáze b-Zr má horší mechanické vlastnosti a o několik řádů rychleji podléhá deformaci tečením (creep). Při vystavení havarijním podmínkám vzniká při vysokoteplotní oxidaci vrstva, v níž se vyskytují jak zrna kyslíkem stabilizované a-Zr(O), tak zrna b-Zr.

## Oxidace
Z hlediska korozních vlastností jsou pro zirkoniové slitiny stěžejní dva probíhající procesy – oxidace a hydridace. Zirkoniová slitina vždy při kontaktu s korozním prostředím oxiduje a na jejím povrchu vzniká vrstva oxidu. Pokud je oxidace zirkoniových slitin v chladivu nebo páře, jedná se o reakci kovu palivového pokrytí s kyslíkem obsaženým ve vodě. Na vnějším povrchu palivového pokrytí probíhá exotermická reakce:
{\displaystyle Zr+2H_{2}O\longrightarrow ZrO_{2}+2H_{2}}
V případě reaktorů s těžkovodním moderátorem (např. reaktory CANDU):
{\displaystyle Zr+2D_{2}O\longrightarrow ZrO_{2}+2D_{2}}
Během reakce je uvolňováno teplo, které se za běžných provozních podmínek neprojevuje. Důležitou roli ovšem hraje při havarijních situacích, kde je rychlost oxidace výrazně vyšší.
Oxidace zirkoniové slitiny může mít různý charakter. Uniformní vrstva oxidu, která roste během provozu, je rovnoměrná a lze JI dobře predikovat. Nodulární koroze je nerovnoměrná a dochází u ní k odlupování oxidu. Nodulární koroze nelze predikovat, proto je problematická.

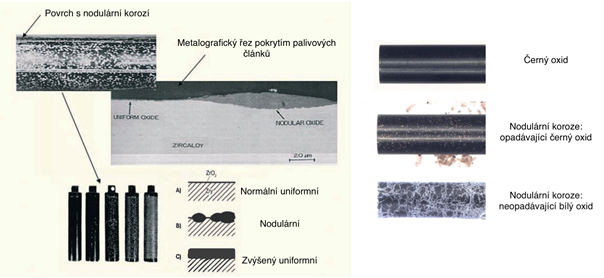
Typy oxidace zirkoniové slitiny

## Vznik vodíku
Při reakci zirkonia s vodou rovněž dochází k uvolnění vodíku, resp. deuteria u těžkovodního reaktoru. Část vodíku přechází do prostředí chladiva a zbývající vodík difunduje do kovu. V praxi se definuje veličina stanovující poměr mezi množstvím absorbovaného vodíku ve slitině a celkovým množstvím uvolněného vodíku. V podmínkách tlakovodních reaktorů se obsah vodíku vyskytuje na úrovni stovek ppm. Při této koncentraci se hydridy vyskytují při teplotách pod 550 °C. Při dosažení těchto koncentrací vodíku dochází k precipitaci hydridů a při případném dosažení teploty rozpustnosti dochází k rozpouštění precipitovaných hydridů. Hydridy jsou velmi křehké a při mechanickém zatížení umožňují šíření trhlin. Obsažený vodík ve slitině má výrazný degradační vliv na její mechanické vlastnosti. Bylo pozorováno, že v případě lokálního snížení teploty má vodík tendenci difundovat do této oblasti se sníženou teplotou. Takto může vznikat lokalizovaná vysoká koncentrace vodíku ve slitině, která způsobuje lokální křehkost.
Uvolněný vodík v chladivu může v reakci se vzduchem zapříčinit explozi, jak tomu bylo například při haváriích na Three Mile Island, Fukushima Dai-ichi nebo při Černobylské havárii. Proto se na bloky s reaktory chlazenými vodou instalují rekombinátory vodíku, které přeměňují uvolňovaný vodík a vzdušný kyslík na vodu.

## Nejaderné aplikace
Zirkoniové slitiny jsou odolné vůči korozi a jsou kompatibilní s biologickou tkání, proto jsou využívány jako lékařské implantáty. Ze slitiny Zr-2,5%Nb se vyrábí kolenní a kyčelní implantáty. Polotovar ze slitiny je oxidován za vzniku tvrdého keramického povrchu. Takto oxidovaný materiál zirkoniové slitiny má příznivé povrchové vlastnosti keramiky, tj. snížené tření a zvýšenou odolnost vůči oděru, přičemž si zachovává vlastnosti kovu, tj. obrobitelnost, lomovou houževnatost a tažnost. Oxidované zirkonium pro kloubní implantáty nese obchodní značku OXINIUM.

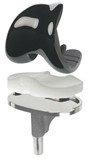
Oxidované zirkonium pro kloubní implantáty